# Helmut Schlich
Helmut Schlich (* 26. Januar 1935 in Bochum; † 2. Januar 2015 in Köln) war Direktor des Deutschen Mieterbundes.

## Leben
Schlich studierte Wirtschaftswissenschaften an der Universität Köln und beschäftigte sich in seiner Diplomarbeit mit dem Wohnungsmarkt. Nach Studienende 1958/59 war er zunächst kurzzeitig in der Versicherungswirtschaft tätig um dann einem Angebot des Deutschen Mieterbundes zu folgen. Zunächst arbeitete er als Assistent des damaligen Bundesdirektors des Deutschen Mieterbundes Berthold Gramse, der 1962 eher überraschend verstarb. In der Folge wurde der 28-jährige Schlich zum Bundesdirektor des Deutschen Mieterbundes bestellt. Er amtierte bis 1995.
In den folgenden Jahren war Schlich in seiner Funktion an Entscheidungen zum Mieterschutzrecht beteiligt. Erstes großes Thema war dabei der Kampf gegen die verabschiedeten Pläne des damaligen Bauministers Paul Lücke, die eine Aufhebung der Mietpreisbindung zumindest für den Altbaubestand zum Inhalt hatten. In der Folge kam es zu ansteigenden Mieten und Kündigungswellen. Schlich verstärkte nun die Öffentlichkeitsarbeit des Mieterbundes, der alsbald als Interessenvertretung zunehmend auch in der Politik wahrgenommen wurde. Dies führte in der Folge 1971 zum 1. Wohnraumkündigungsgesetz. Im 2. Wohnraumkündigungsgesetz konnte dann auch durch Druck des Deutschen Mieterbundes der gesetzliche Kündigungsschutz für die Mieter als Dauerrecht mit aufgenommen werden. 1982 gehörte Schlich zu den Mitbegründern der Rechtsschutz-Versicherung des Deutschen Mieterbundes. Er war dort der 1. Vorstand und bis zu seinem Tod Mitglied deren Aufsichtsrates.

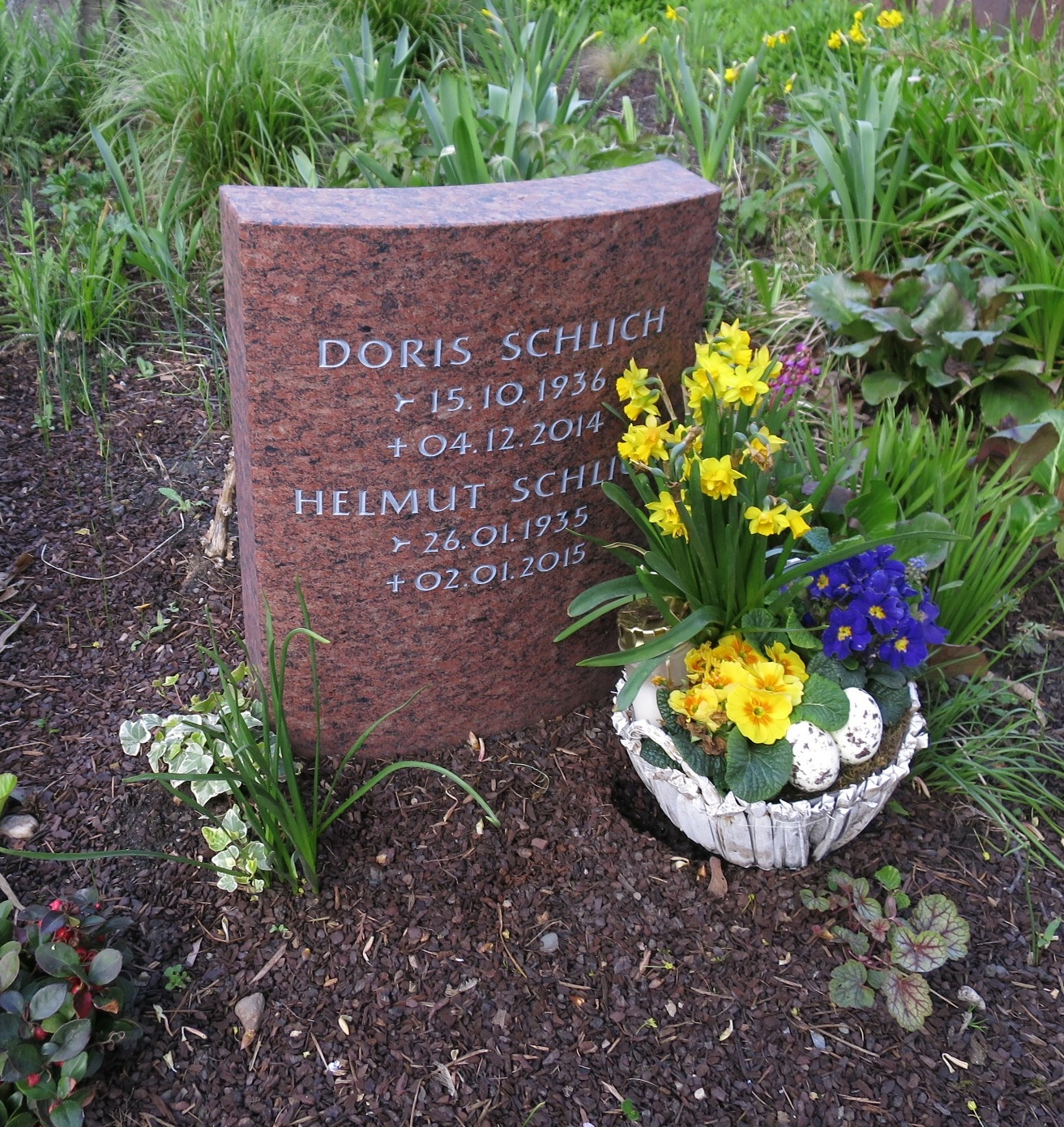
Grab auf dem Friedhof Melaten

Nach der Deutschen Wiedervereinigung unterstützte Schlich den Aufbau von Mietervereinen in den Neuen Bundesländern und zeichnete für den Zusammenschluss des Mieterbundes der DDR mit dem DMB verantwortlich.
Schlich entwickelte eine eigene Mieterbibliothek, die mit einer Publikation unter der Bezeichnung „Ratgeber für Mieter“ begann. Erfolgreichste Veröffentlichung wurde das Mieterlexikon. Hinzu kam die Schriftleitung der Fachzeitschrift Wohnungswirtschaft und Mietrecht.
Für seine Verdienste wurde Schlich mit dem Großen Bundesverdienstkreuz geehrt.
Schlich war fast 60 Jahre lang mit Ehefrau Doris verheiratet, die ihm 3 Söhne schenkte. Er engagierte sich für den Jugend-Schachsport in Erftstadt, spielte selber leidenschaftlich Blitz-Schach und scharfen Skat und war Zeit Lebens Fan des FC Schalke 04. Er wurde auf dem Kölner Friedhof Melaten (Flur 102) beigesetzt.